# Фалько Ігор Іванович
Ігор Іванович Фалько (26 червня 1937, Грайворон Бєлгородської області, Російська Федерація — †8 січня 2021, Вупперталь, Німеччина) — радянський та український фізик-теоретик, автор праць з теорії надпровідності, декан фізичного факультету Харківського університету (1973—1977). Батько Фалько Володимира Ігоровича, директора Національного інституту графену, Манчестер, Велика Британія . 

## Життєпис
Ігор Іванович Фалько народився у м. Грайворон Бєлгородської області 20 червня 1937.  
У 1954—1959 рр. навчався на фізико-математичному факультеті Харківського державного університету. Після закінчення ХДУ навчався в аспірантурі (керівник — І.М. Ліфшиць). 
На початку 60-х рр. був направлений керівництвом університету на стажування до США. Під час відрядження разом з Джоном Бардіном, Джоном Шріффером, Девідом Пайнсом та Лео Кадановим займався теорією надпровідності. Після повернення з США працював на кафедрі експериментальної фізики ХДУ, яку очолював Володимир Гнатович Хоткевич. 
Захистив кандидатську дисертацію, присвячену теорії поглинання звуку в надпровідниках. На захисті були присутні видатні фізики О.І. Ахієзер, С.В. Пелетмінський, Г. М. Еліашберг. 
У 1973—1979 рр. — завідувач кафедри теоретичної фізики (на момент його обрання на посаду кафедра мала назву «статистичної фізики і термодинаміки»). У 1973—1977 рр. — декан фізичного факультету. Захист його докторської дисертації не відбувся, згодом Фалько звільнився з університету. 3 липня 2001 емігрував з Харкова до Вупперталя (Німеччина). 
Сім'я: дружина — Валентина, дочка Л.С. Палатника, фізик, працювала в Інституті радіофізики та електроніки НАНУ під керівництвом Е.А. Канера; син Володимир — фізик-теоретик, працює у Великій Британії.